# علم الاتحاد السوفيتي
علم الاتحاد السوفيتي السابق مكون من خلفية حمراء مع مطرقة ومنجل ونجمة باللون الأصفر موضوعة في الزاوية العليا من جهة ناصية العلم. تبني العلم في 12 نوفمبر 1923، وأخضع لتغييرات طفيفة خلال السنوات اللاحقة بطول يد الفأس وشكل المنجل وفي حدة اللون الأحمر وظهر العلم في العام 1980 بوجهين احدهم احمر بالكامل.

## الرموز
- المطرقة والمنجل يرمزان للعمال والفلاحين اللذان يمثلان أساس المجتمع في الشيوعية.
- النجمة ترمز للحزب الشيوعي الحاكم.

## الأحمر
اللون الأحمر له خصائص عدة في الثقافة الروسية: الأحمر (الروسية: красный) تلفظ: كراسنيي وتعني أيضا الكمال والأفضل والأجمل، ويمكن أن يشير إلى الميدان الأحمر في موسكو وفي الأرثوذكسية الروسية لعيد الفصح الأحمر. ويمثل أيضا دماء الثوار من عمال وفلاحين.

## تطور علم الاتحاد السوفيتي

العلم الاحمر من الخلف 1980

نسخه طوليه من العلم الاحمر

العلم الاحمر 1922-1923
العلم الاحمر 1924
العلم الاحمر 1924-1936
العلم الاحمر 1936-1955

## أوجه التشابه مع الأعلام الأخرى

علم الجيش الأحمر

كان الاتحاد السوفيتي أول دولة اشتراكية دستوريًا في العالم، مما جعله مصدر إلهام للدول الاشتراكية المستقبلية. أدى ذلك إلى إلهام كل من علم أنغولا وعلم جمهورية الصين الشعبية وعلم كوريا الشمالية وعلم فيتنام.

علم أنغولا
علم جمهورية الصين الشعبية
علم كوريا الشمالية
علم فيتنام

## مشتقات من علم الاتحاد السوفيتي

علم جمهورية روسيا الاتحادية الاشتراكية السوفيتية
علم جمهورية أوكرانيا الاشتراكية السوفيتية
علم جمهورية بيلاروس الاشتراكية السوفيتية (مصدر إلهام علم بيلاروسيا منذ عام 1995)
علم جمهورية أوزبكستان الاشتراكية السوفيتية
علم جمهورية كازاخستان الاشتراكية السوفيتية
علم جمهورية جورجيا الاشتراكية السوفيتية
علم جمهورية أذربيجان الاشتراكية السوفيتية
علم جمهورية ليتوانيا الاشتراكية السوفيتية
علم جمهورية مولدوفا الاشتراكية السوفيتية (مصدر إلهام علم ترانسنيستريا منذ عام 2000)
علم جمهورية لاتفيا الاشتراكية السوفيتية
علم جمهورية قيرغيزستان الاشتراكية السوفيتية
علم جمهورية طاجيكستان الاشتراكية السوفيتية
علم جمهورية أرمينيا الاشتراكية السوفيتية
علم جمهورية تركمانستان الاشتراكية السوفيتية
علم جمهورية إستونيا الاشتراكية السوفيتية
علم جمهورية كاريليا الاشتراكية السوفيتية